# Central Park (Perth)
Pour les articles homonymes, voir Central Park (homonymie).
Le Central Park est un gratte-ciel de bureaux construit à Perth (Australie) en 1992 et situé au 152-158 St George Terrace.